# Comuna Comăna, Brașov
Comăna este o comună în județul Brașov, Transilvania, România, formată din satele Comăna de Jos (reședința), Comăna de Sus, Crihalma și Ticușu Nou.
Comăna de Jos, localitatea de reședință, a fost un important centru administrativ al Țării Făgărașului pe vremea când Ștefan Mailat era principe al Transilvaniei. De aici era administrată partea răsăriteană a Țării Făgărașului. Aici exista un scaun de judecată format din 12 asesori, câteva domenii ale principelui și conacul familiei nobiliare Mailat.
În cadrul planului de dezvoltare durabilă a județului Brașov, comuna Comăna face parte din Microregiunea Dumbrava Narciselor, alături de comunele Șercaia, Părău, Șinca Nouă, Șinca și Mândra, scopul fiind promovarea regiunii și dezvoltarea de proiecte comune.

## Date geografice
Comuna Comăna este situată pe cursul mijlociu al râului Olt, la poalele grupei centrale a Muntilor Perșani. Cuprinde un culoar depresionar drenat de Olt, Culoarul Comăna si o parte din latura estică a Podișului Hârtibaciului. Afluenții Oltului pe teritoriul comunei sunt Crăița și Valea Ticușului de pe partea dreaptă, Valea Comănii și Sărata de pe partea stângă.
Distanța față de cel mai apropiat oraș, Rupea este de 20 km, iar de municipiul Făgăraș, comuna Comăna se află la 27 km.

### Rețeaua de transport
Comuna Comăna este străbatută de DN1S, care face legătura între DN13, E60 (Hoghiz) și DN1, E68 (Șercaia). DJ 104 K leagă Comăna de Jos de Bunești, iar DJ 104 N unește Comăna de Jos cu Comăna de Sus.
 Stații de autobuz se află în toate cele patru localități ale comunei și deservesc populația pentru rutele Făgăraș - Șercaia - Comăna de Jos - Crihalma - Ticușu Vechi - Cobor și retur; Făgăraș - Șercaia - Comăna de Jos - Hoghiz - Homorod - Rupea
 Pentru accesul la transportul pe calea ferată, locuitorii comunei Comăna folosesc gările Șercaia și Rupea.

## Demografie
Componența etnică a comunei Comăna
     Români (75,37%)
     Romi (18,59%)
     Necunoscută (5,91%)
     Altă etnie (0,11%)
Componența confesională a comunei Comăna
     Ortodocși (88,49%)
     Penticostali (2,75%)
     Greco-catolici (1,65%)
     Necunoscută (5,99%)
     Altă religie (1,1%)
Conform recensământului efectuat în 2011, populația comunei Comăna se ridică la 2.721 de locuitori, în creștere față de recensământul anterior din 2002, când se înregistraseră 2.635 de locuitori. Majoritatea locuitorilor sunt români (75,38%), cu o minoritate de romi (18,6%). Pentru 5,92% din populație, apartenența etnică nu este cunoscută.
Din punct de vedere confesional, majoritatea locuitorilor sunt ortodocși (88,5%), dar există și minorități de penticostali (2,76%) și greco-catolici (1,65%). Pentru 5,99% din populație, nu este cunoscută apartenența confesională.

## Politică și administrație
Comuna Comăna este administrată de un primar și un consiliu local compus din 13 consilieri. Primarul, Mihai Dragomir[*], de la Partidul Social Democrat, este în funcție din 1 noiembrie 2024. Începând cu alegerile locale din 2024, consiliul local are următoarea componență pe partide politice:
|  | Partid                          | Consilieri | Componența Consiliului | Componența Consiliului | Componența Consiliului | Componența Consiliului | Componența Consiliului | Componența Consiliului |
|  | ------------------------------- | ---------- | ---------------------- | ---------------------- | ---------------------- | ---------------------- | ---------------------- | ---------------------- |
|  | Partidul Național Liberal       | 6          |                        |                        |                        |                        |                        |                        |
|  | Partidul Social Democrat        | 6          |                        |                        |                        |                        |                        |                        |
|  | Alianța pentru Unirea Românilor | 1          |                        |                        |                        |                        |                        |                        |

## Obiective turistice
- Cetate sătească de apărare din secolul al XII-lea, situată pe Valea Comănii;
- Vestigii ale unor așezări dacice și prefeudale pe locul numit „Gruiul Văcarului” situat în lunca inundabilă a Oltului, cercetat în anul 1970;
- Tezaur monetar, descoperit la Comăna de Sus;

Râul Olt, desparte comuna în „Ardeal” si „Țara Făgărașului”, satele de pe malul drept al Oltului, Crihama și Ticușu Nou, făcând parte în perioada interbelică din Județul Târnava Mare.

### Comăna de Jos
- Biserica greco-catolică cu picturi originale, a doua ca vechime după cea din Voivodeni, Țara Făgărașului, despre care există mărturii că ar fi primit veșminte si odoare de la domnitorul Țării Românești, Șerban Cantacuzino. Biserica este ridicată după stilul bisericilor de lemn, la vremea aceea fiind printre primele biserici ridicate din piatră din Țara Făgărașului (1512).
- Biserica Ortodoxă (1700).
- Statuie ridicată în memoria ostașilor căzuți în cele două războaie mondiale.
- Muzeu etnografic ce cuprinde obiecte tradiționale și de artă.

### Comăna de Sus
- Biserica ortodoxă cu hramul „Adormirea Maicii Domnului”, monument de arhitectură.

## Arii naturale
- Coloanele de bazalt de la Piatra Cioplită, monument natural.
- Rezervația naturală Peștera Comăna
- Rezervație paleontologică, Vârful Gârbova, 993 m. alt.
- Hârtibaciu Sud - Est (sit de importanță comunitară inclus în rețeaua ecologică europeană Natura 2000 în România).
- Rezervație arhitectonică, părțile centrale ale satelor Comăna de Jos, Comăna de Sus și Crihalma.

### Atracții locale
- Munții Perșani, cu versanți lini și numeroase fenomene carstice: peșteri, doline, lapiezuri etc. Fenomene vulcanice. Tufuri.
- Pe Râul Comana există 15 km de drum forestier, indicat pentru cicloturism. Peisaj de pădure nemorală (fag, carpen, gorun). Specii cinegetice protejate (urs brun, cerb carpatin, vulpe, râs, iepure sălbatic, șoim) și plante endemice: Hepatica Transilvanica.

## Primarii comunei
- 1996[9] - 2000 - Calbează Dumitru, de la MER
- 2000[10] - 2004 - Elecheș Alexandru, de la PDSR
- 2004[11] - 2008 - Elecheș Alexandru, de la PSD
- 2008[12] - 2012 - Grușea Viorel, de la PNL
- 2012[13] - 2016 - Grușea Viorel, de la ACD
- 2016[14] - 2020 - Grușea Viorel, de la PNL
- 2020[15] - 2024 - Grușea Viorel, de la PNL

## Galerie de imagini

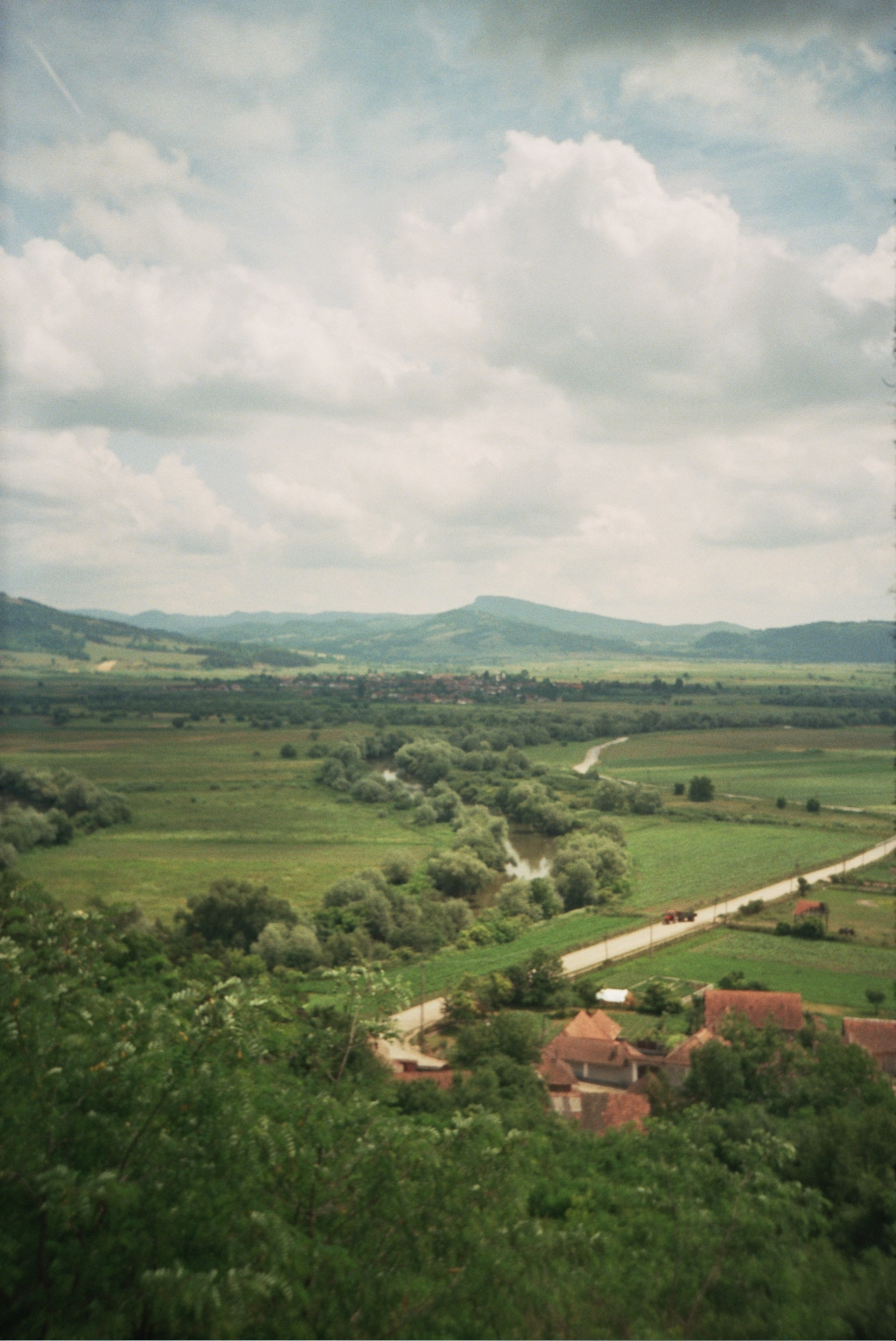
Intrare în satul Comăna de Jos
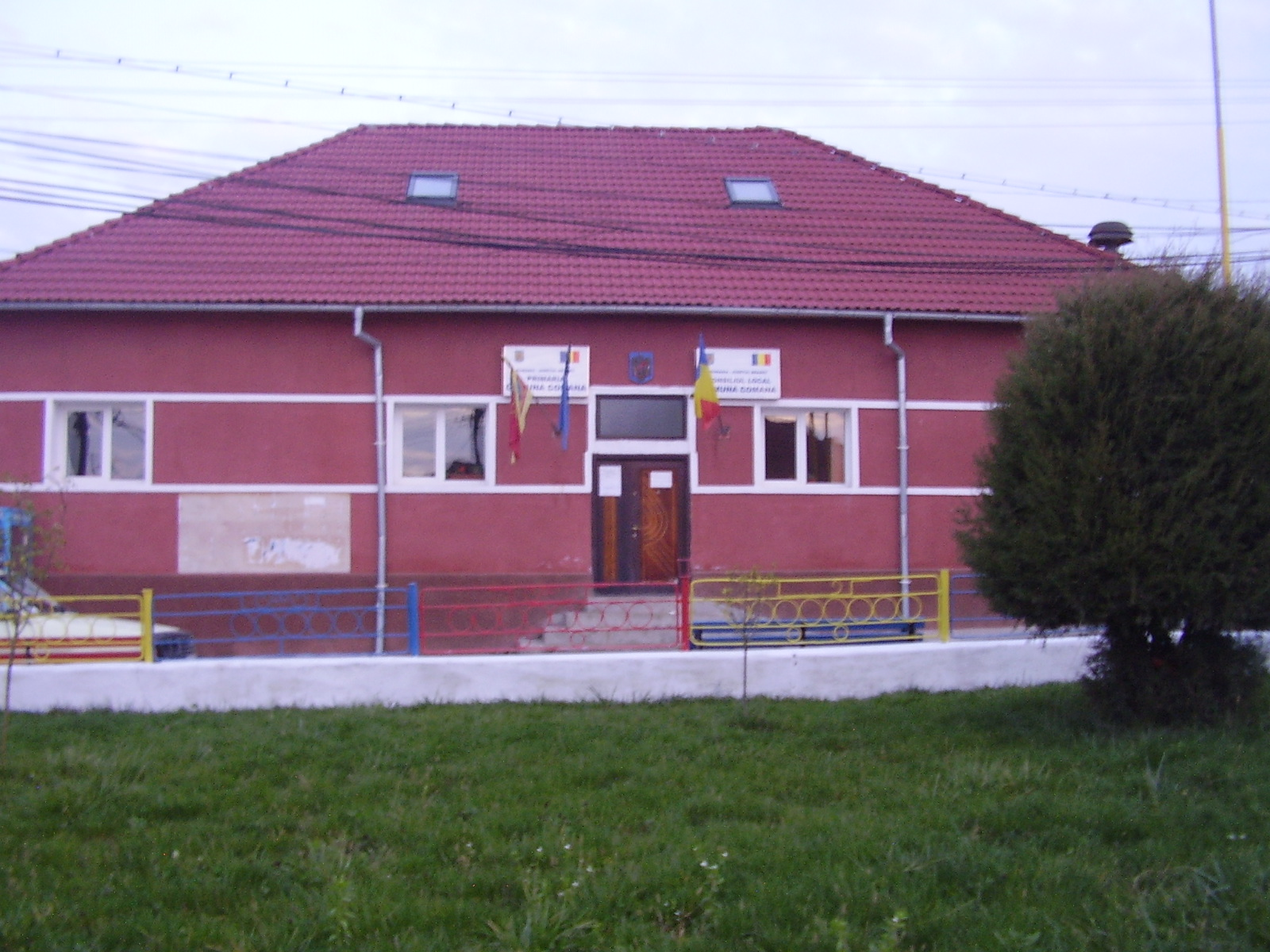
Sediul primăriei Comăna
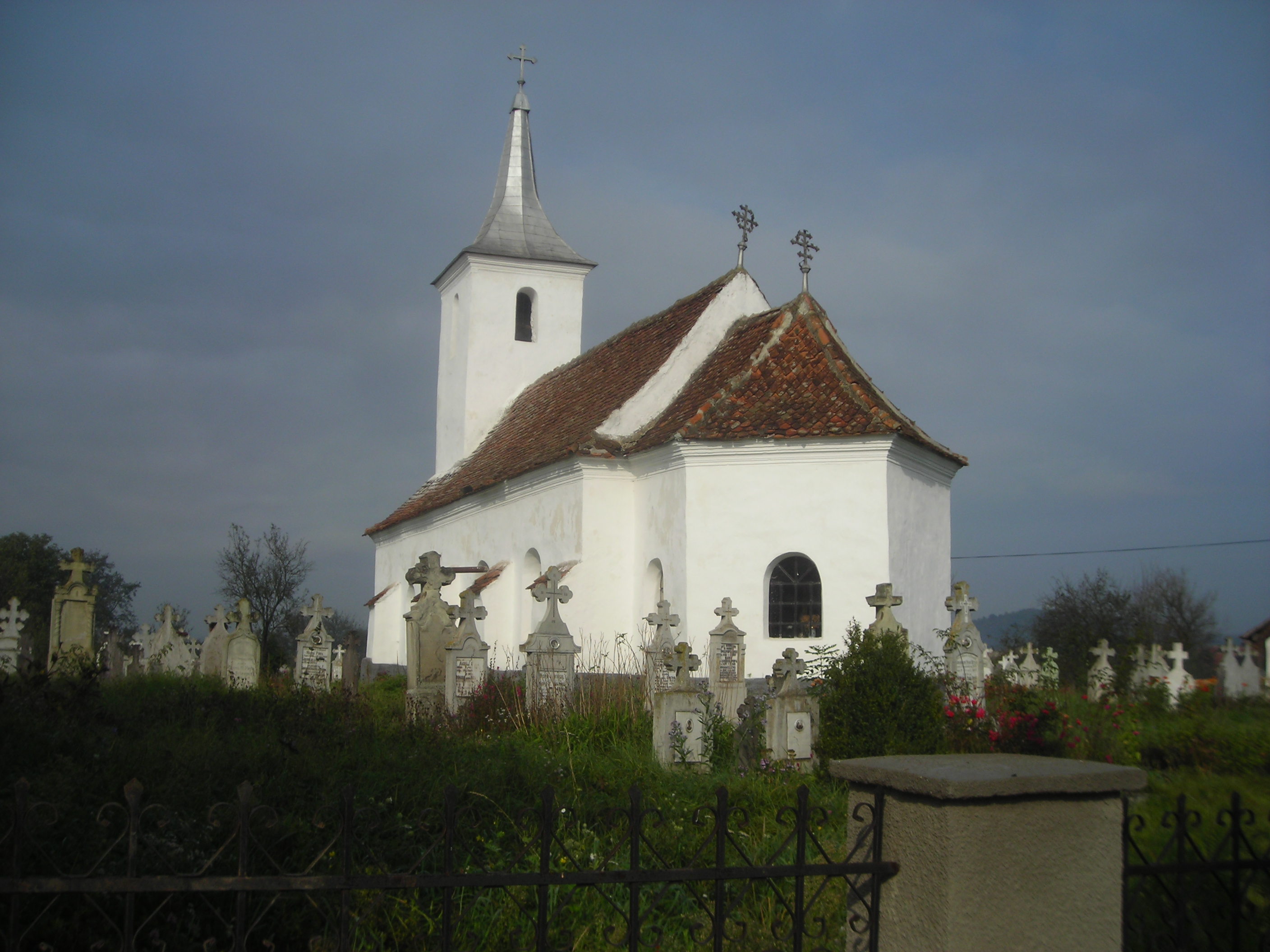
Biserica greco-catolică, Sf. Paraschiva, din Comăna de Jos; monument istoric
Centrul localității cu Biserica Cuvioasa Paraschiva si monumentul eroilor
Port din Crihalma
Biserica ortodoxă din Comăna de Jos
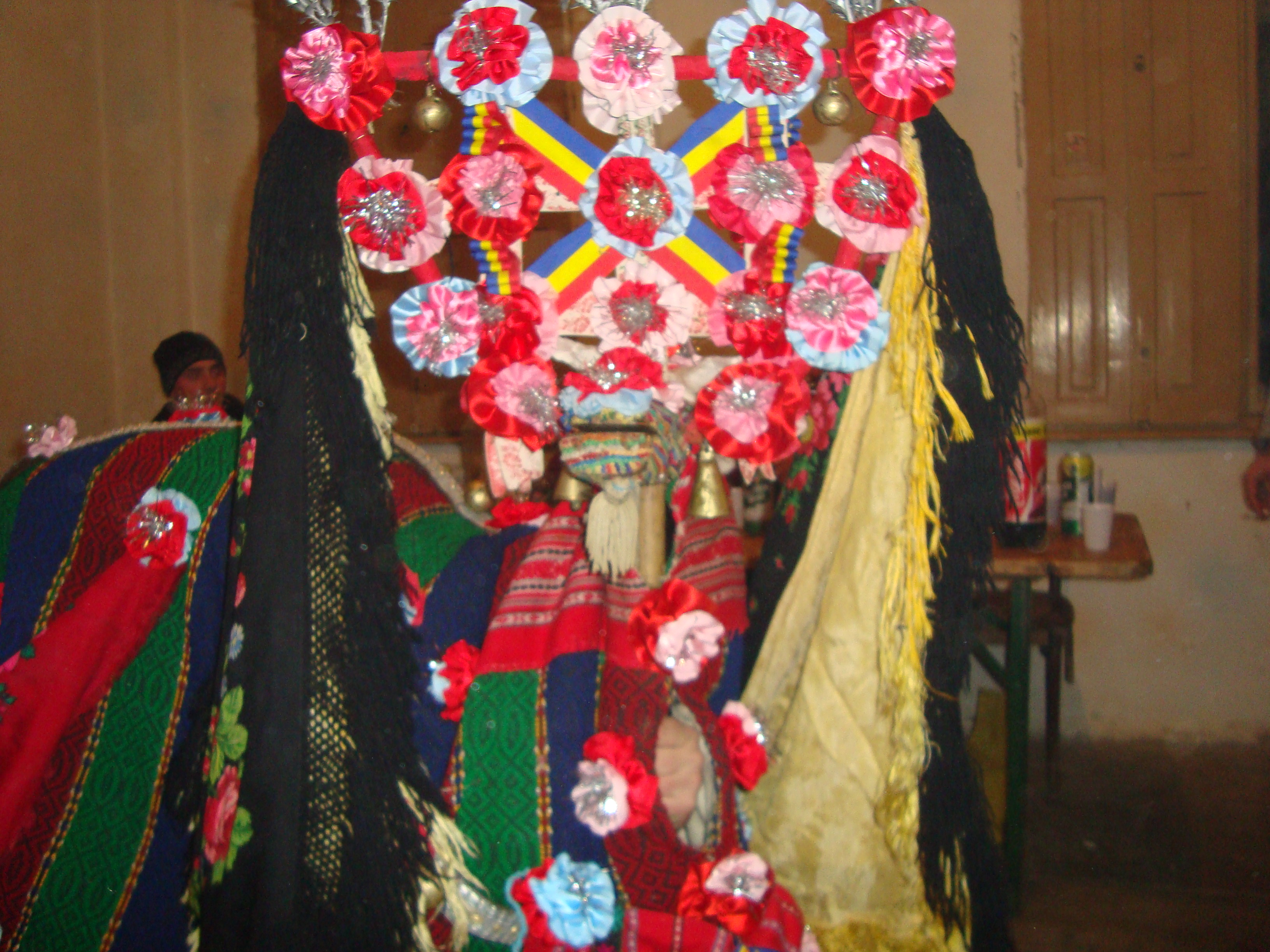
Turca din Comăna de Jos, obicei tradițional în timpul sărbătorilor de iarnă
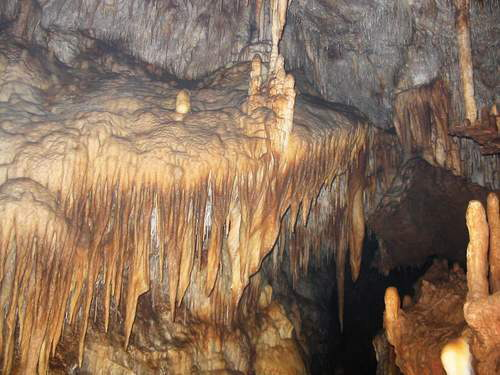
Pestera Comăna

## Personalități născute aici
- Ștefan Mailat,  voievod al Transilvaniei între anii 1534 - 1541.